# 그리스와 덴마크의 왕자 미하일
그리스와 덴마크의 왕자 미하일(그리스어: Μιχαήλ, 1939년 1월 7일~2024년 7월 28일)는 그리스와 덴마크의 왕자 크리스토폴로스과 오를레앙 공녀 프랑수아즈의 외아들이다. 그는 영국의 엘리자베스 2세 여왕의 남편 에든버러 공작 필립의 사촌동생이다. 그는 크리스티안 크리스티안 9세의 여든세 손주 가운데 막내이자 맨 마지막 생존자이다.